# Gymnoscelis holocapna
Gymnoscelis holocapna är en fjärilsart som beskrevs av Turner 1922. Gymnoscelis holocapna ingår i släktet Gymnoscelis och familjen mätare. Inga underarter finns listade i Catalogue of Life.